# Patacia
La patacia, anche italianizzata in pataccia, è una frittella dolce tradizionale dell'Alto mantovano, probabilmente diffusa anche nelle zone limitrofe.
Attualmente di desueta consumazione, la patacia rappresenta il dolce povero per antonomasia, cucinato dalle massaie rurali fino alla prima metà del XX secolo.

## Composizione
Originariamente si trattava di un impasto non lievitato di acqua, latte, farina di grano tenero e sale, cui potevano essere aggiunti vari rimasugli di cucina, quali tozzetti di pane, raschiature di polenta o avanzi di minestra. Formato a disco dell'altezza di circa 1 centimetro e del diametro pari al fondo della padella in cui si cuoce, viene fritto in strutto e spolverato superficialmente con zucchero.
A partire dal dopoguerra, l'impasto della patacia è stato nobilitato dall'aggiunta di uova e  di uvetta passa e viene fritto in olio al posto dello strutto.
La patacia è ormai scomparsa dalla dieta abituale, ma ne sopravvive il consumo saltuario, soprattutto in occasione di feste locali rievocative delle tradizioni.

## Etimologia
La denominazione "patacia" è di etimo incerto. Alcuni sostengono derivi dall'antico dialetto lombardo con il significato di "insieme di cose povere", altri che così si chiami in dipendenza dal fatto che fosse una vivanda usualmente consumata dai Patarini, di identico etimo, fortemente radicati in Lombardia nell'XI secolo, particolarmente nei contigui territori di Medole, Castiglione delle Stiviere e Desenzano del Garda.
È anche possibile che "patacia" derivi da "pastaccia", dolce tipico della tradizione italiana centro-meridionale, di similare preparazione e composizione, citato da Ippolito Cavalcanti quale antenato della pastiera napoletana.